# 圣菲尔贝德尚
圣菲尔贝德尚（法語：Saint-Philbert-des-Champs，法語發音：[sɛ̃ filbɛʁ de ʃɑ̃] ⓘ）是法国卡尔瓦多斯省的一个市镇，属于利雪区。

## 地理
圣菲尔贝德尚（49°12'31"N, 0°16'58"E）面积12.03 平方千米，位于法国诺曼底大区卡爾瓦多斯省，该省份为法国西北部沿海省份，北濒大西洋英吉利海峡，东北与滨海塞纳省以海上边界相接，东临厄尔省，南至奧恩省，西与芒什省接壤。
与圣菲尔贝德尚接壤的市镇（或旧市镇、城区）包括：布朗日堡、欧日地区勒布勒伊、勒布雷沃当、福盖尔农、菲耶尔维尔莱帕尔克、穆瓦约、诺罗勒、勒潘。
圣菲尔贝德尚的时区为UTC+01:00、UTC+02:00（夏令时）。

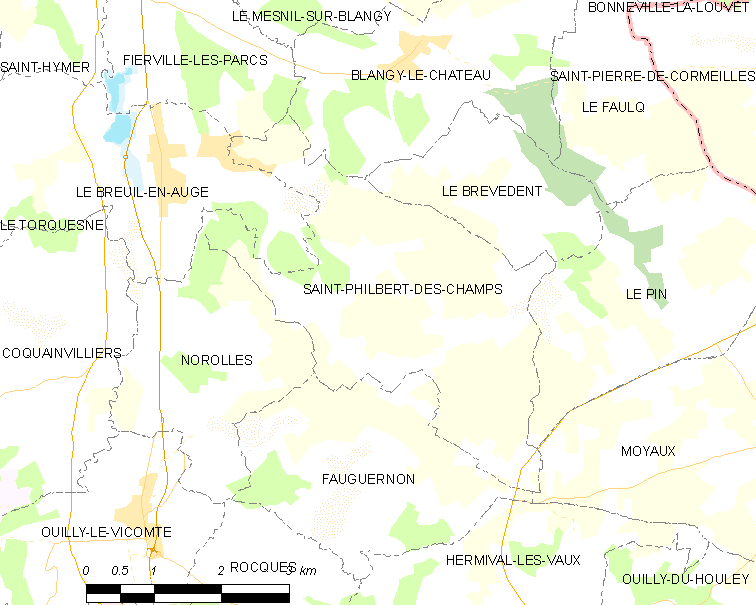
圣菲尔贝德尚的OSM定位图

## 行政
圣菲尔贝德尚的邮政编码为14130，INSEE市镇编码为14644。

## 政治
圣菲尔贝德尚所属的省级选区为蓬莱韦克县。

## 人口

1962-2008年间圣菲尔贝德尚人口变化图示

圣菲尔贝德尚于2022年1月1日时的人口数量为650人。